# Meyerska styckgjuteriet

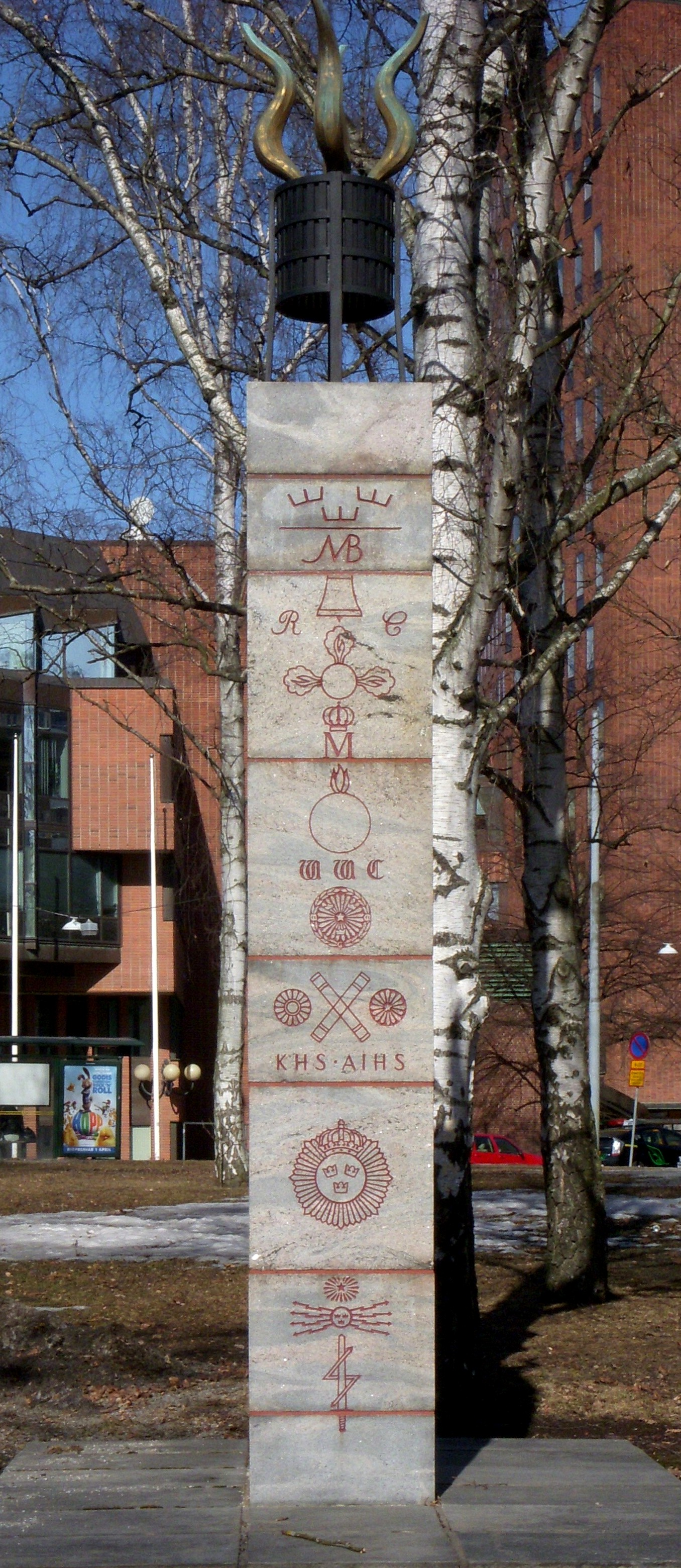
Mariebergsstenen på Kungsholmen med symboler för olika verksamheter på¨platsen, bland andra Meyerska styckgjuteriet från 1799.

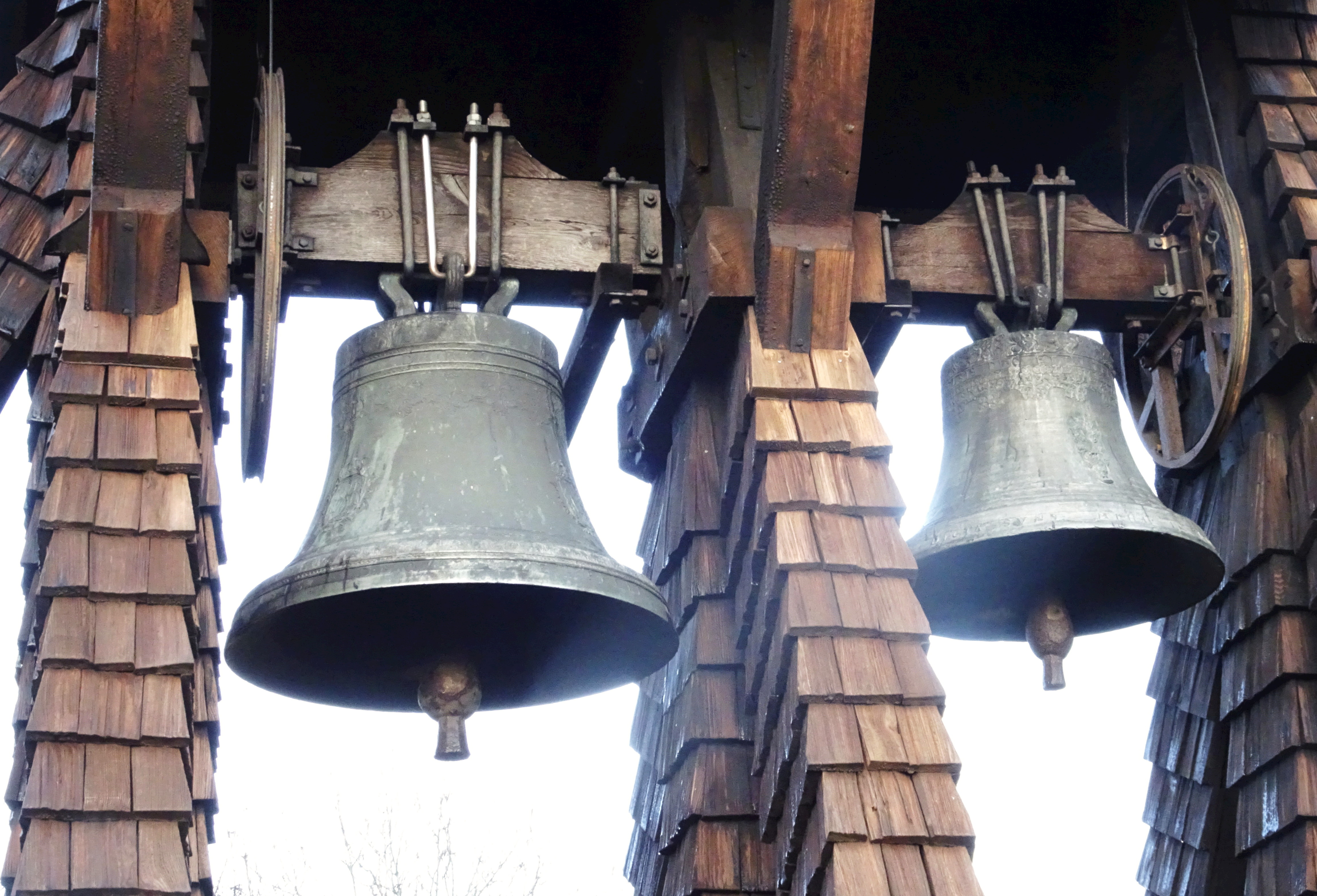
Storklockan och Lillklockan i Drottningholms slotts klockstapel tillverkades på Meyerska styckgjuteriet.

Meyerska Styckgjuteriet var ett klockgjuteri i Sverige som grundades på 1640-talet av styck- och klockgjutaren Gerdt Meyer, som fick fullmakt som kronans styckgjutare år 1641.

## Historik
År 1626 bildades Klock-, Kron- och Styckgjutarämbetet i Stockholm och regeringen lät inkalla utländska mästare, vilket fick stor betydelse för yrkets utveckling i Sverige. Gerdt Meyer kallades till Sverige på 1630-talet. Han grundade 1641 Meyerska Styckgjuteriet vid Hötorget (Beridarebanan) i Stockholm, som under sekler tillverkade många klockor i Sverige. Gjuteriet flyttades 1799 till Marieberg i Stockholm. År 1815 levererades fyra stora klockor till Göteborgs domkyrka därifrån, varav de tre mindre är bevarade. Den sex ton tunga storklockan fick dock en spricka vid Oscar II:s själaringning 1907 och ersattes 1925 av en ny från ett annat gjuteri.
Under tiden det låg vid Styckgjutargatan (nuvarande Hamngatan) drevs gjuteriet av ättlingar till grundaren i fyra generationer. Efter Gerdt Meyer övertog (1655-1659) hans son Johan Meyer (1659-1679) privilegiet. Johans änka gifte om sig med Mikael Bader som ledde gjuteriet 1684-1693. Johans son, Gerhard Meyer d.ä, fick privilegiet 1695, men avled redan 1710. Från 1710 ledde Gerhards änka Katarina Krammenecker gjuteriet tills sonen Gerhard Meyer d.y. tog över 1728.
Grundarens sonsonson Gerhard Meyer d.y. blev en av släktens mest förmögna och framstående. Han donerade sin fastighet Sparreska palatset vid Rödbodtorget i Stockholm till Kungliga Målare- och bildhuggarakademien. Efter honom övertogs gjuteriet av sonen Gerhard Meyer (1728–1797), som var den siste i släkten som förestod det.
Gjuteriet flyttades 1799 till Marieberg och drevs där till 1815.